# Johannes Krisch

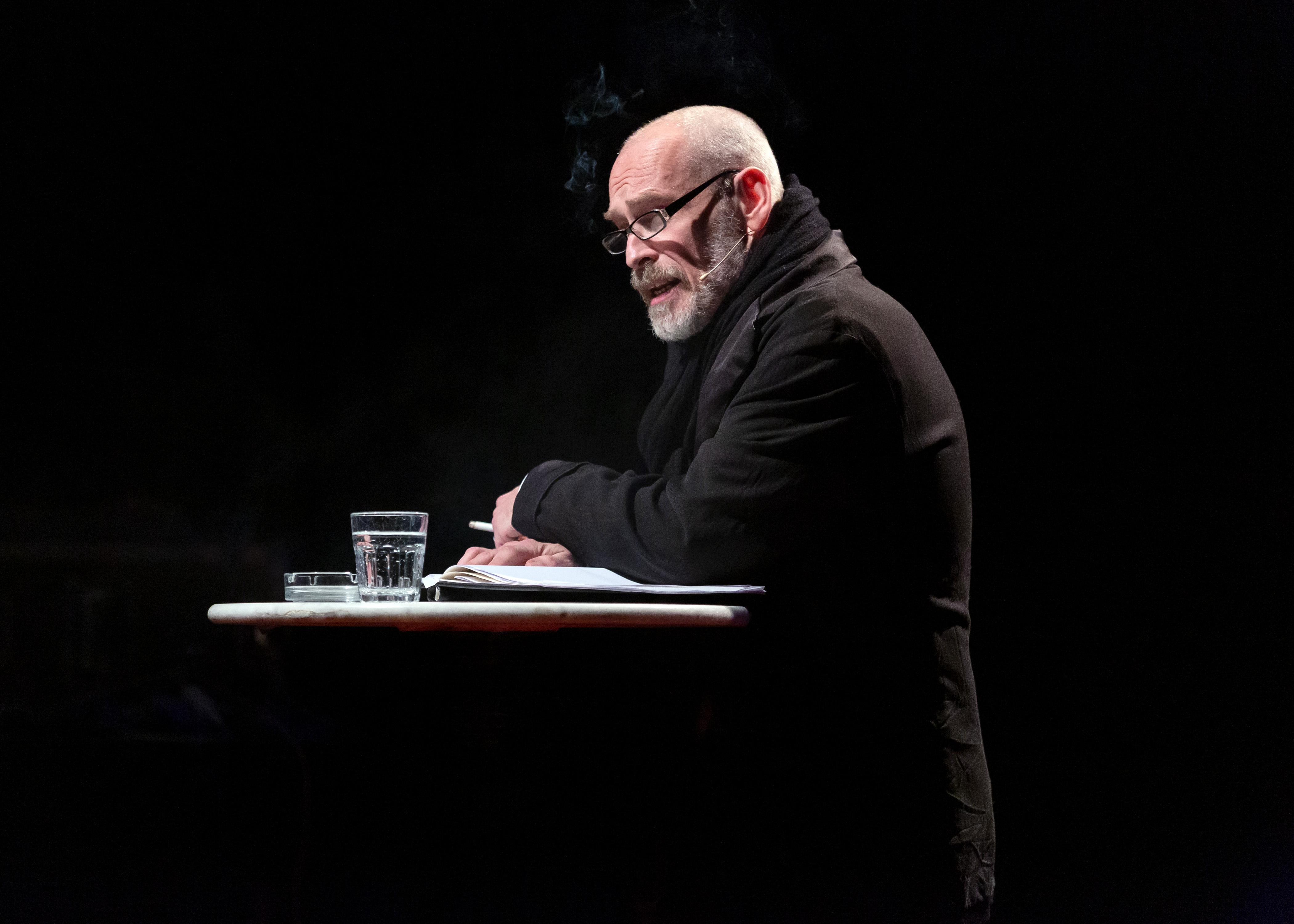
Johannes Krisch (2019)

Johannes Krisch (* 8. Dezember 1966 in Wien) ist ein österreichischer Schauspieler.

## Leben und Wirken
Krisch machte zunächst eine Ausbildung als Tischler, aber auch eine Ausbildung als Schauspieler. Zum Theater fand Krisch eher auf Umwegen. Nachdem er für eine Produktion ein Bühnenbild gebaut hatte, rutschte er schrittweise in den Theaterbetrieb hinein und begann 1986 als freier Schauspieler in Wien zu arbeiten. Nach verschiedenen Auftritten auf Kellerbühnen wechselte er 1988 an das Theater Liechtenstein.
Seit 1989 war Krisch Ensemblemitglied des Wiener Burgtheaters, dem er bis 2019 angehörte. Er stand dort unter anderem in der österreichischen Erstaufführung von Sergi Belbels Die Zeit der Plancks auf der Bühne, spielte in Martin Kušejs Ottokar-Inszenierung den Milota von Rosenberg, außerdem war er in Franzobels Wir wollen den Messias jetzt oder die beschleunigte Familie und in Die Macht der Gewohnheit von Thomas Bernhard zu sehen.
Er arbeitet mit Regisseuren wie Claus Peymann, Jürgen Flimm, Hans Neuenfels, Ruth Berghaus, Leander Haußmann, Karlheinz Hackl, Paulus Manker und Philip Tiedemann zusammen. Krisch spielt weiters bei den Salzburger Festspielen und am Landestheater Liechtenstein. Ebenso steht er auch oft vor der Kamera für diverse Fernsehproduktionen. In Thomas Brezinas neuer Spielshow Drachenschatz verkörpert er den bösen Zauberer Merlox, der den Kandidaten Fallen stellt.
Im Mai 2003 brachte er mit Andy Radovan und seiner Band seine erste CD unter dem Titel Mirrors heraus, die Songverarbeitungen des von ihm verehrten Lou Reed und dessen Band The Velvet Underground enthält. 2008 spielte er die Hauptrolle in Götz Spielmanns oscarnominiertem Filmdrama Revanche. Im selben Jahr wurde er für seine Darstellung in Freier Fall für den Nestroy-Theaterpreis als Beste Nebenrolle nominiert. 2010 spielte er die Rolle des Paul Schremser in Peter Patzaks Kottan ermittelt: Rien ne va plus. Im selben Jahr wirkte er in Elisabeth Scharangs Vielleicht in einem anderen Leben mit. Am 24. Juni 2017 wirkte Krisch am „Falco Coming Home – The Tribute“ Konzert im Rahmen des Donauinselfest 2017 mit und präsentierte dabei die Songs Jeanny und Coming Home (Jeanny Part 2, One Year Later). 2021 übernimmt Johannes Krisch die Rolle des Karl Bockerer im Theaterstück „Der Bockerer“ unter der Regie von Stephan Müller im Theater in der Josefstadt.
Nach dem Rücktritt von Andrea Eckert als Intendantin der Raimundspiele Gutenstein Anfang Jänner 2021 wurde Johannes Krisch zum künstlerischen Leiter der Raimundspiele bestellt. Im Juli 2023 wurde bekannt, dass ihm Norbert Gollinger im Herbst 2023 als Intendant nachfolgen soll.
Krisch hat drei Söhne und eine Tochter. Seit Sommer 2020 ist er mit der Schauspielerin Larissa Fuchs verheiratet.

## Auszeichnungen
Beim Grazer Filmfestival Diagonale im März 2011 wurde er für seine Darstellungen in Die Vaterlosen, Vielleicht in einem anderen Leben und Kottan ermittelt: rien ne va plus mit dem Schauspielpreis ausgezeichnet. Beim Österreichischen Filmpreis 2016 wurde er in der Kategorie Beste männliche Hauptrolle für Jack ausgezeichnet. 2017 wurde ihm der Große Schauspielpreis der Diagonale verliehen und der Berufstitel Kammerschauspieler zuerkannt.

## Filmografie (Auswahl)
- 1987: Tatort – Flucht in den Tod
- 1988: Linie 1

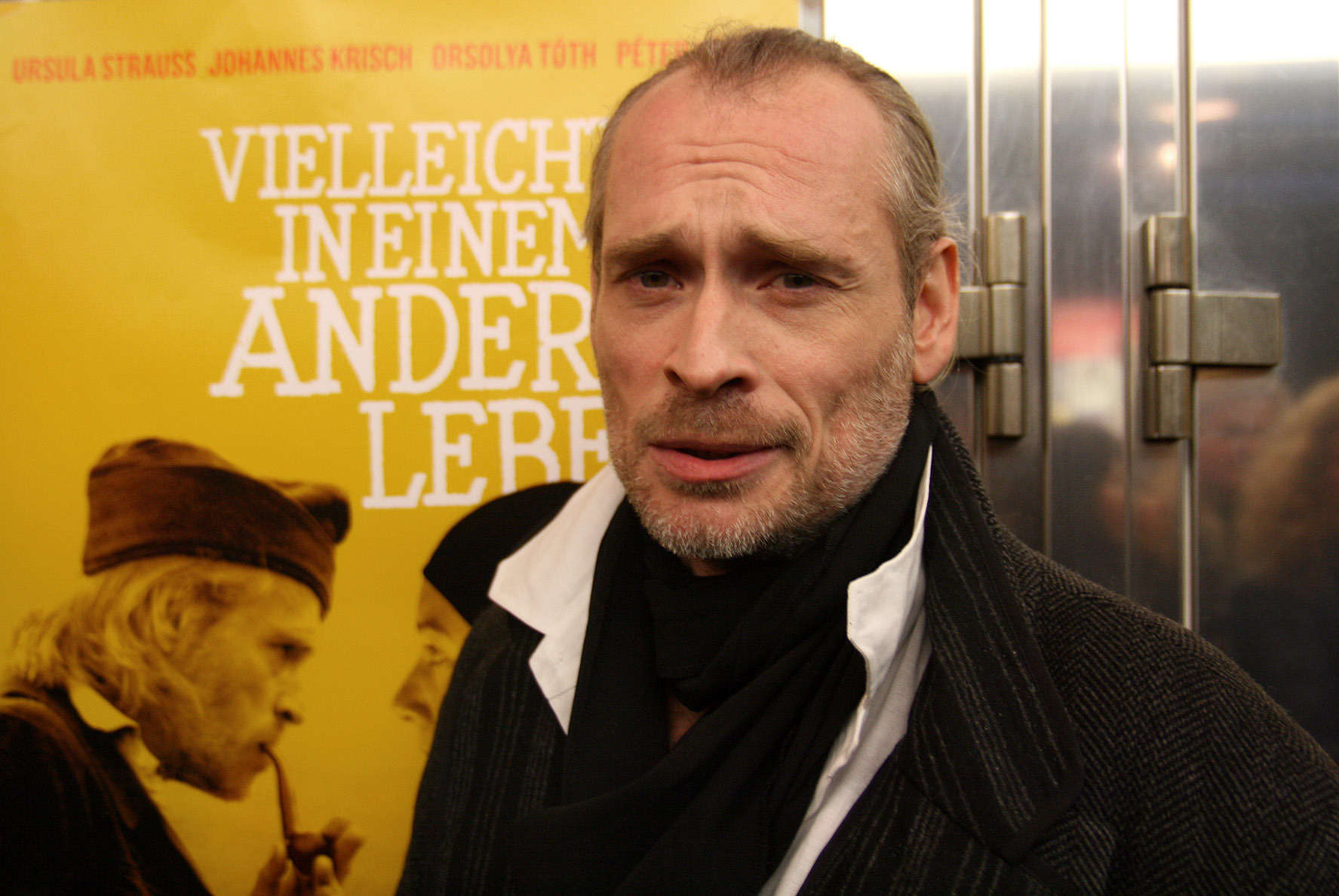
Krisch, Premiere von Vielleicht in einem anderen Leben (2011)

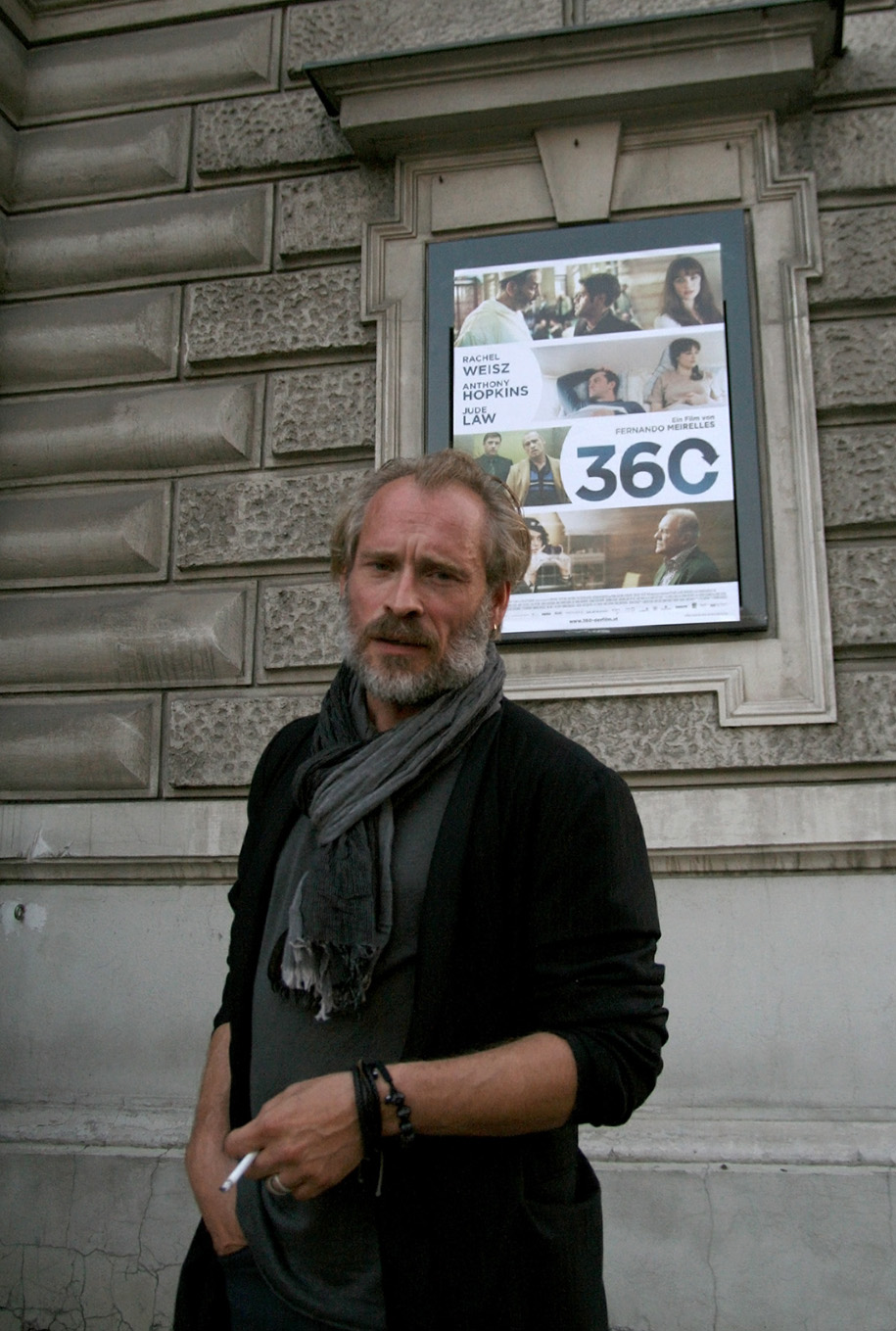
Krisch bei der Österreichpremiere von 360 (2012)

- 1998: Kommissar Rex – Ein mörderischer Plan
- 2000: Die Nichte und der Tod (Fernsehfilm)
- 2001: Kommissar Rex – Strahlen der Rache
- 2002: Zwei Väter einer Tochter
- 2004: Tatort – Der Wächter der Quelle
- 2008: Revanche
- 2009: Böses Erwachen
- 2010: Vielleicht in einem anderen Leben
- 2010: Kottan ermittelt: Rien ne va plus
- 2011: Tatort – Vergeltung
- 2011: Die Vaterlosen
- 2011: Isenhart – Die Jagd nach dem Seelenfänger
- 2011: 360
- 2012: Die Rache der Wanderhure
- 2012: Braunschlag (Fernsehserie)
- 2013: SOKO Donau/SOKO Wien – Undercover (Fernsehserie)
- 2014: SOKO Kitzbühel – Vergeltung: Teil 1 + 2 (Fernsehserie)
- 2013: Finsterworld
- 2014: Vergiss mein Ich
- 2014: Im Labyrinth des Schweigens
- 2014: Altes Geld (Fernsehserie)
- 2014: Landauer – Der Präsident
- 2014: Landkrimi – Die Frau mit einem Schuh
- 2015: SOKO Donau/SOKO Wien – Scheinheilig (Fernsehserie)
- 2015: Jack
- 2016: Aus der Haut
- 2016: Gleißendes Glück
- 2016: A Cure for Wellness
- 2017: Maximilian – Das Spiel von Macht und Liebe (Fernsehdreiteiler)
- 2017: Die Toten vom Bodensee – Abgrundtief
- 2017: Aus dem Nichts
- 2017: Harter Brocken – Die Kronzeugin
- 2018: Dennstein & Schwarz – Sterben macht Erben
- 2018: Die Protokollantin
- 2018: Der Trafikant
- 2018: Angst in meinem Kopf – Buch und Regie: Thomas Stiller
- 2018: Tatort – Her mit der Marie!
- 2018: Ein verborgenes Leben (A Hidden Life)
- 2018: Die Toten von Salzburg – Mordwasser
- 2018: Dennstein & Schwarz – Pro bono, was sonst!
- 2019: Vienna Blood – Der verlorene Sohn
- 2020: Narziss und Goldmund
- 2020: Freud (Fernsehserie)
- 2020: Neben der Spur – Erlöse mich
- 2022: Märzengrund
- 2022: SOKO Donau/SOKO Wien – Grenzen (Fernsehserie)
- 2023: Wald